# Ioan Todea
Ioan Todea (n. 1940, Horea, Alba, România) este un politician român, fost membru al Senatului României în legislatura 1992-1996, ales în județul Cluj pe listele partidului Partidului România Mare. În cadrul activității sale parlamentare, Ioan Todea a fost membru în comisia pentru învățământ, știință, tineret și sport.

## Legaturi externe
- Ioan Todea Arhivat în 22 august 2016, la Wayback Machine. la cdep.ro